# 大人になれば (ラジオ番組)
大人になれば(おとな-)は、熊本放送（RKKラジオ）とRKK Podcasting Station、番組サイトのライブカメラで放送されていたトークバラエティ。本放送は毎週土曜日 22:30 - 23:30（JST）で、2000年10月から2007年9月29日まで放送されていたラジオ番組。
番組パーソナリティであるhughが2007年9月いっぱいでタレント活動を終了、担当していたラジオ番組のパーソナリティをすべて降板するに伴い、番組を終了した。

## 概要・番組内容
様々な話題について2人(時にゲストを交えて)でトークを繰り広げる。リスナーから寄せられた話題についても話す。
番組タイトルは、小沢健二が1996年に発表した同じタイトルの楽曲に由来する。

## 放送時間の変遷
- 2000年10月[1] - 2004年3月 土曜日 23:00 - 23:30
- 2004年4月 - 2007年9月 土曜日 22:30 - 23:30

## パーソナリティ
- hugh（ヒュー・タレント）※現：熊本竜太（テレビ熊本（TKU）アナウンサー）
  - 「熊本竜太」は彼の本名
- coozy（クージー・RKKラジオディレクター。本名は久島健一）※後番組「だいじょ〜ぶラジオ」に引き続き出演している。

## 過去のパーソナリティ
- 川口美帆（かわぐちみほ・タレント）（2004.4.3〜2007.3.31）

## ゲスト
- 紫垣由則(しがきよしのり・九州東海大学総合教養部教授)
- 嶋村清(しまむらきよし・九州東海大学工学部リモートセンシング学科教授)
- 安達東彦(あだちはるひこ・画家)

## 備考
深刻ないじめや人間関係に悩むリスナーからの相談に真剣に考える番組内のコーナー「こころの扉」は2005年4月から1つの番組として独立し、毎週日曜日に放送されるようになる。
尚、『大人になれば』終了後もこの番組は放送を続けていた。